# Blet bord
El blet bord, bleda borda o xufletes (Emex spinosa) és una planta amb flor de la família Polygonaceae.

## Particularitats
Es troba als herbassars ruderals de tota la zona mediterrània.
És una planta de fulla comestible, tot i que no gaire valorada. Té les tiges de color roig o rosat.